# Дом Ханжонкова
«Дом Ханжонкова» (ранее кинотеатр «Москва», «Межрабпом», «Горн», электротеатр «Пегас») — бывший кинотеатр в Москве на Триумфальной площади. Открыт в 1913 году торговым домом «А. Ханжонков и К°». Авторы проекта — архитектор А. А. Фольбаум и техник В. И. Чебанов. В середине 1950-х был встроен в многоэтажное административное здание. Закрыт и выселен в 2004 году.

## История

### Открытие

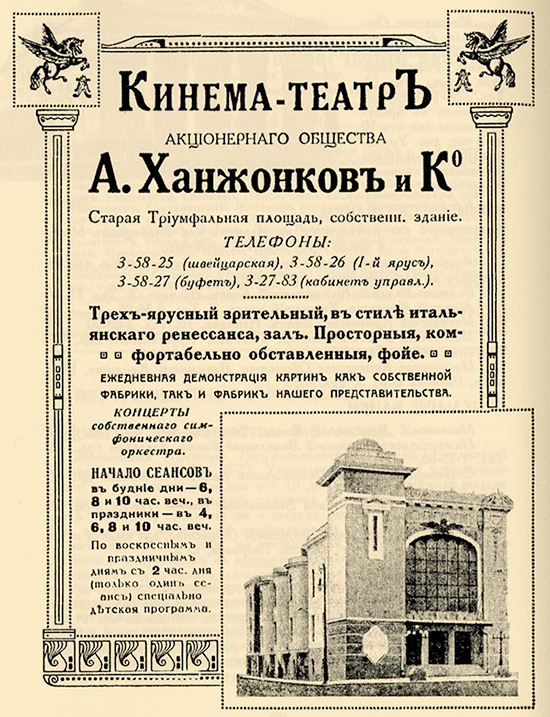
Дореволюционная реклама кинотеатра

В начале XX века торговый дом «А. Ханжонков и К°» выпускал более половины кинофильмов в России. Его владелец Александр Ханжонков решил построить для показа российских кинофильмов большой кинотеатр в Москве. Вероятно, эта идея родилась у Ханжонкова после того, как ему пришлось арендовать Большой зал Московской консерватории для премьеры первого российского полнометражного фильма «Оборона Севастополя».
Проект кинотеатра («электротеатра») был разработан в 1912 году архитектором А. А. Фольбаумом и техником В. И. Чебановым.
Закладка кинотеатра состоялась на Триумфальной площади 1 (14) августа 1913 года, а уже 24 ноября (7 декабря) он был открыт как электротеатр «Пегас». На церемонии открытия зрителям была показана двухчасовая программа, состоящая из фрагментов кинофильмов торгового дома Ханжонкова, выпущенных в 1908—1913 годах, а также целиком — экранизация повести Николая Гоголя «Страшная месть». В конце была продемонстрирована картина «Торжество в Акционерном обществе», где зрители увидели самих себя в начале церемонии (на подготовку фильма ушло всего 2 часа).
Большое внимание было уделено музыкальному оформлению киносеансов: в распоряжении кинотеатра имелись «трёхтысячный рояль, лучший американский гармониум и симфонический оркестр в 35 человек под дирижёрством г-на Басова-Гольдберга, ученика знаменитого Никиша».
«Пегас» сразу стал одним из самых популярных кинотеатров Москвы. Здесь не только демонстрировались новейшие фильмы, но и устраивались кинопраздники, премьеры, презентации и другие торжества. В этих мероприятиях принимали участие пионеры российского кинематографа и первые кинозвёзды России: Александр Ханжонков, Вера Холодная, Иван Мозжухин, Василий Гончаров, Владислав Старевич, Пётр Чардынин, Вера Каралли, Витольд Полонский, Владимир Максимов и многие другие.
Старейший киновед и историк кино С. В. Комаров вспоминал: 

Сюда, к Ханжонкову, шла «вся Москва», чтобы не только посмотреть новинки российского экрана, но и увидеть самый современный и «культурный синематограф», каким был «Пегас».
— С.В.Комаров
Электротеатр работал даже в страстную неделю, когда отменялись развлекательные мероприятия. В это время здесь демонстрировались образовательные и научно-популярные фильмы, в частности, о вреде пьянства.

### Советский период

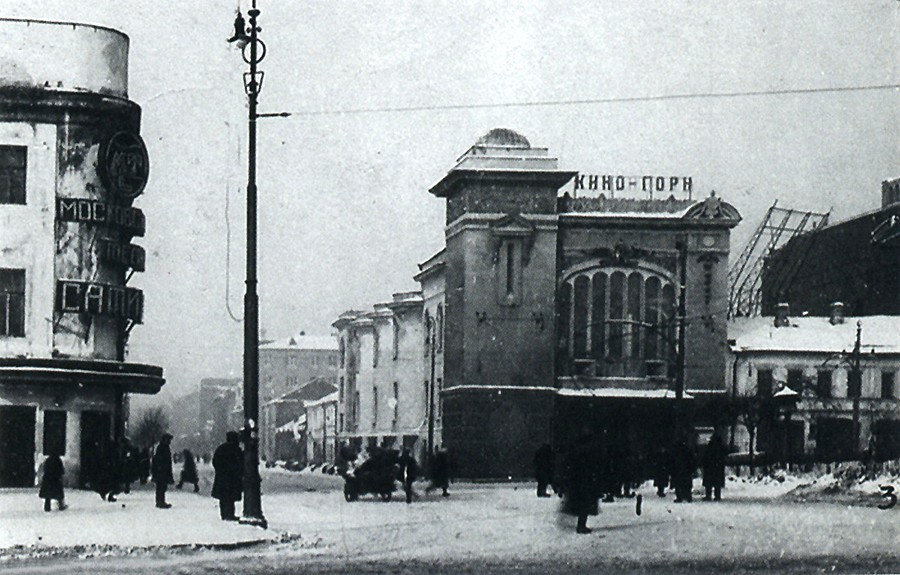
Кинотеатр «Горн» в 1918—1919 годах

Кинотеатр «Межрабпом» в 1920—1930-х годах

После прихода советской власти, в 1918 году, кинотеатр «Пегас» был национализирован и стал первым кинотеатром рабочих профсоюзов – «Горн». В 1928 году был переименован в «Межрабпром» и стал первым советским «фирменным» кинотеатром киностудии «Межрабпомфильм».
В 1936 году кинотеатр был реконструирован по проекту Д. Н. Чечулина, после чего получил название «Москва». В 1941 году кинотеатр был приспособлен для показа безочкового стереоскопического кино (установка инженера С. П. Иванова).
В начале 1950-х годов, при реконструкции площади Маяковского, кинотеатр, по указанию высшего руководства страны (И.В.Сталина, а затем и Н.С.Хрущёва) был сохранён и встроен, с изменением фасада, в многоэтажное здание Министерства общего машиностроения (архитекторы В. А. Бутузов, К. Ф. Бутузова, инженер А. М. Бобрусов). Таким образом, кинотеатр «Москва» стал первым и единственным в СССР и, вероятно, в мире встроенным в современное здание старым кинотеатром.
В 1978 году кинотеатр был реконструирован с целью создания более комфортных условий для посетителей, после чего в зрительном зале из 850 мест осталось 550. В кинотеатре периодически проходили различные кинематографические мероприятия.
В 1950-е-1980-е годы кинотеатр «Москва» был, как бы, витриной столичного кинопроката и чаще других становился местом проведения различных официальных киномероприятий: фестивалей, смотров, декад, недель, премьер. В эти же годы, как и во времена Ханжонкова, кинотеатр задействовал новые формы повышения культуры обслуживания кинозрителей, выступая то в качестве «фирменного» кинотеатра объединения комедийных фильмов «Мосфильма», то реализуя новые подходы к демонстрации музыкального или документального кино.

### Постсоветский период
В 1991 году кинотеатр на основании постановления Совета Министров СССР и решения Исполкома Моссовета получил статус «Киновидеоцентра национальных кинематографий» и стал фестивальным центром и общедоступным домом-клубом кино, а также закрепил за собой новое название «Дом Ханжонкова».
Между кинотеатром и многими деятелями культуры были установлены творческие связи, благодаря которым последние были частыми гостями в «Доме Ханжонкова», составляли его творческий актив и принимали участие в организации и проведении многочисленных киномероприятий.
В 1990-е годы более 80 % демонстрируемых в кинотеатре фильмов были российского производства, при 10-15 % в среднем по России. В 1999 году Министерством культуры кинотеатру был присвоен статус «Центра российской кинематографии», после чего там стали показывать только отечественное кино.
«Дом Ханжонкова» был внесён в «Книгу рекордов Гиннесса» (1991) и «Книгу рекордов России» (1994) за наибольшее количество фильмов, показанных в течение года на одном экране.
По выражению кинообозревателя Лидии Андреевой, «Дом Ханжонкова» «являлся и своеобразным рекордсменом по разнообразию льгот, предоставляемым незащищённым и малоимущим слоям населения» (школьникам, студентам, инвалидам, пенсионерам, безработным, многодетным). Причём льготы действовали на всех сеансах и для всех фильмов, и распространялись также на членов всех творческих союзов. Для студентов ВГИКа, ГИТИСа и МГУКИ вход был бесплатным. По количеству благотворительных, бесплатных показов для неимущих кинотеатр также не имел аналогов. В период с 1991 по 2004 год таких сеансов было более 1000.
В «Доме Ханжонкова» впервые в России был применён принцип «мультиплекса», когда в течение дня показывались 5-6 различных фильмов. Здесь регулярно проводились кинофестивали «Женщины кино», «Орел, Оскар, Ника», «Московский Пегас», «Любить кино!», «Олимпийский экран», «Кино Победы», «Любить по-русски!». Были учреждены и ежегодно вручались более 60-ти кинонаград.
Делегации «Дома Ханжонкова» регулярно выезжали в регионы России и страны СНГ с программами фильмов студии Ханжонкова и киноклассикой из собственной коллекции, насчитывавшей более 200 наименований. Кинотеатр поддерживал тесные партнёрские отношения с центрами российской культуры и науки (РЦНК, представительства Россотрудничества) за рубежом и устраивал показы фильмов Ханжонкова, классики советского кинематографа, новинок российского кино для русскоговорящей диаспоры и ценителей русской культуры в Европе и Америке. Подобная расширенная просветительская деятельность представляет собой редкое явление не только для российской, но и мировой практики.

### Закрытие и перепрофилирование
После того, как в середине 1950-х годов кинотеатр «Москва» был встроен в административное здание, он стал арендатором своего же исторического помещения, которое перешло на баланс Управления делами Совмина СССР. Во времена СССР арендная плата для кинотеатра составляла условные 100 рублей в год.
Если во времена СССР такой, интегрированный в совминовский, имущественный статус давал кинотеатру преимущества (например, в виде регулярного ремонта общих коммуникаций и приоритетного благоустройства прилегающей территории), то в 1990—2000-е годы он оказался препятствием для назревшего к этому времени его капитального ремонта. Городские власти и Министерство культуры отвечали отказами на неоднократные обращения кинотеатра за помощью с ремонтом исторического здания, ссылаясь на возможные обвинения в нецелевом расходовании средств, вложенных в ремонт не принадлежащих им помещений.

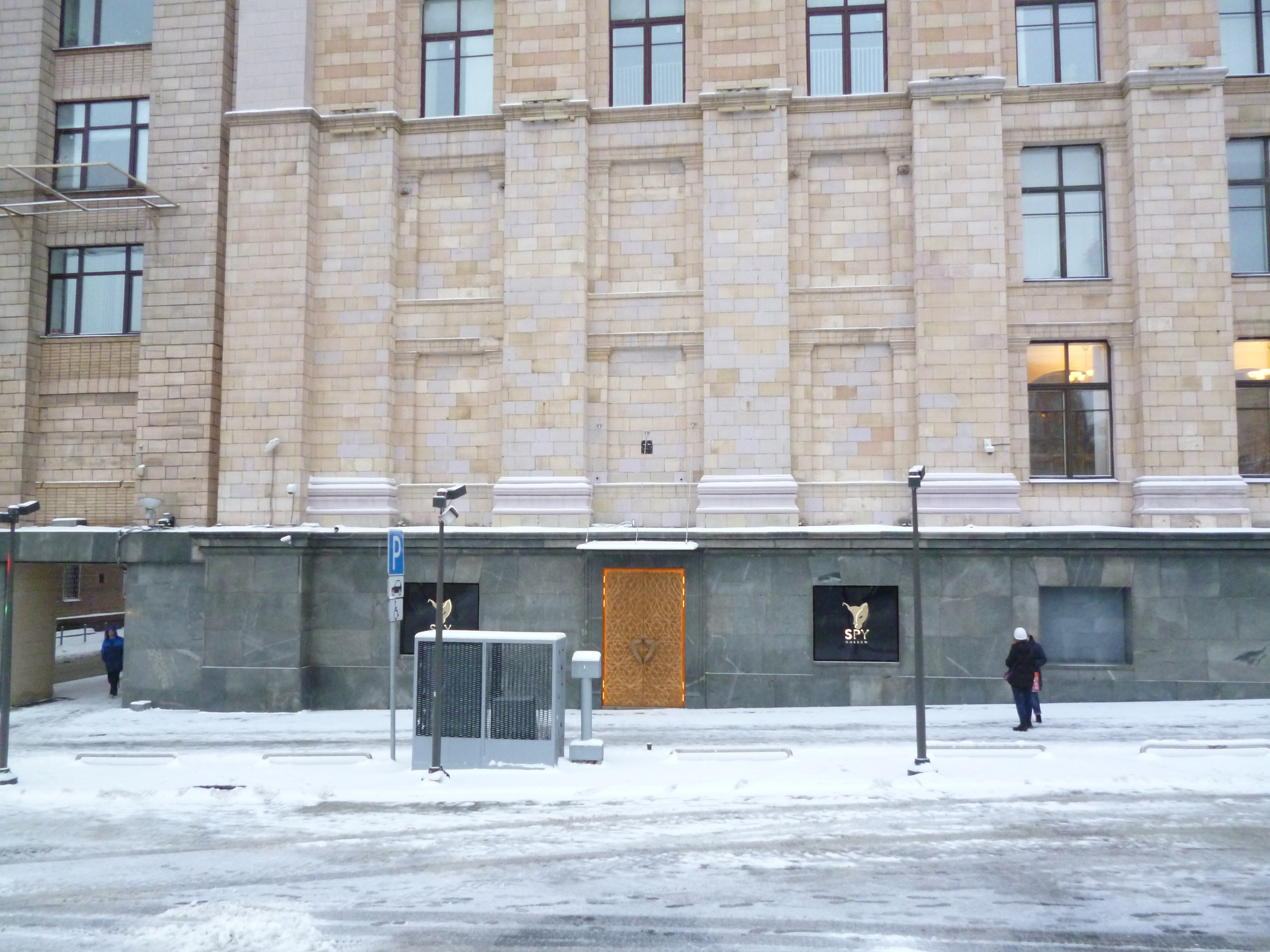
Фасад бывшего «Дома Ханжонкова» в 2016 году

В начале 2000-х годов к «Дому Ханжонкова» впервые в его истории стали предъявляться претензии имущественного характера. Новое руководство Управления делами Президента (УДП), на баланс которого в середине 1990-х годов было переведено помещение «Дома Ханжонкова», в целях «повышения эффективности использования федерального имущества» одномоментно подняло кинотеатру арендную плату до сумм, которые «Дом Ханжонкова» смог бы заработать лишь за несколько лет.
В результате кинотеатр не смог выплачивать требуемые с него суммы арендной платы и к середине 2004 года оказался под угрозой закрытия. Не смог кинотеатр самостоятельно провести и масштабные ремонтные работы. Хотя на собственные средства кинотеатра в 2003 году были заменены все его инфраструктурные коммуникации, руководство УДП сочло это недостаточным и использовало данное обстоятельство ещё одним формальным поводом для выселения кинотеатра. Ходатайства и телеграммы в защиту «Дома Ханжонкова», содержащие также и просьбы о реставрации, в адрес президента России Владимира Путина направили тогда более 50 видных деятелей культуры. Несмотря на это, 29 декабря 2004 года кинотеатр был выселен и закрыт, а историческое здание вскоре было передано руководством УДП в аренду повару из Италии. Позднее директор «Дома Ханжонкова» Расим Даргях-заде, в обращении к Владимиру Путину, охарактеризовал эти события как рейдерский захват.
В течение 2005—2008 годов число российских и зарубежных деятелей культуры, выступивших в защиту «Дома Ханжонкова» превысило 300 человек, также были многочисленные обращения кинозрителей. Все эти обращения и ходатайства были проигнорированы властями.
Хотя пресс-секретарь УДП Виктор Хреков утверждал, что «Дом Ханжонкова» не будет перепрофилирован, его здание больше не использовалось для кинопоказов. С целью приспособления для коммерческого использования единый архитектурный ансамбль, считавшийся уникальным образцом кинотеатрального зодчества Серебряного века, был разрушен. Для удобства сдачи помещений трём арендаторам, здание было разделено на три автономные части. При этом для увеличения коммерческих площадей были разрушены изначальные исторические интерьеры и атриум с парадной лестницей, пристроенные со стороны 1-й Брестской улицы по проекту Б. С. Мезенцева в ходе реконструкции 1950-х годов.

### Современное состояние
Результаты коммерческого использования исторического здания кинотеатра оказались малоудачными. С января 2005 по май 2008 года все его помещения пустовали.
За следующие 5 лет помещения цокольного и первого этажей сменили порядка десяти арендаторов и субарендаторов: в разное время там располагались кафе-закусочная, пивная, шашлычная, стейк-хаус, суши-бар, ночной клуб знакомств. Все эти частые смены чередовались с долгими простоями и сопровождались новыми перепланировками.
Кинозал,  и все помещения второго этажа пустовали до 2011 года, после чего там были устроены банкетно-фуршетный зал и танцпол-площадка. Затем, после годового перерыва на новые переделки, в них функционировал ночной клуб. С весны 2016 года эти помещения вновь пустуют.
Третий этаж после 9-летнего простоя был задействован только в 2014 году, когда там открылся частный музей шоколада, просуществовавший лишь 2 года из-за конфликта с арендаторами музея.
Весной 2016 года в помещениях цокольного и первого этажа, после трёхлетнего простоя и переустройства, открылся очередной ресторан, «премиум-класса».

## Архитектура

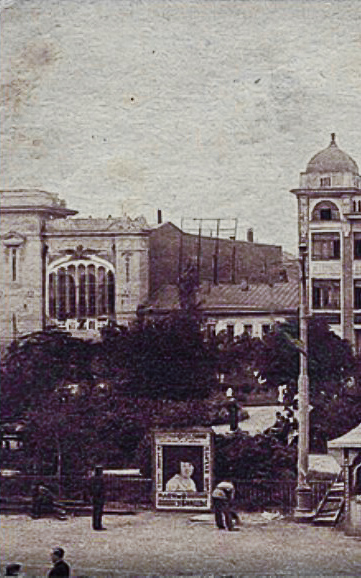
Вид на кинотеатр «Пегас», до 1917 года

Электротеатр «Пегас» был построен с учётом опыта строительства и эксплуатации лучших европейских «кинематографов» начала XX века. Журнал «Кинотеатр и жизнь» в декабре 1913 года писал:

Новый кинотеатр, выдержанный в стиле итальянского ренессанса, бесспорно, один из лучших в Москве в архитектурном отношении. Зрительный зал имеет три яруса на 800 человек и самый большой в столице экран (9х6) [метров]…

Его боковые стены имели развитое декоративное завершение.
Первоначальный проект кинотеатра предусматривал зрительный зал примерно на 1500 мест. Однако участок для его строительства был приобретён примерно вдвое меньшего запланированного, поскольку владелец оставшейся части запросил слишком высокую цену. Архитекторам пришлось буквально разрезать проектные чертежи пополам по оси симметрии, чтобы вдвое уменьшить площадь здания, при этом оставив возможность пристройки второй половины. Осуществить это так и не удалось, и в результате, по самокритичному утверждению самого Александра Ханжонкова, «кинематограф вышел непропорционально высоким, напоминая нам своей архитектурой о неудаче задуманного плана».
При реконструкциях здания в 1936, начале 1950-х и 1978 годах архитекторы стремились сохранить исторические интерьеры. Кинозал, фойе и цокольный зал к началу XXI века сохранили, в главных чертах, первоначальный архитектурный и художественный облик, с добавлением «сталинского ампира» при реконструкции 1952—1955 годов. Со стороны 1-й Брестской улицы по проекту Б. С. Мезенцева были пристроены две парадные лестницы, ведущие с цокольного этажа до балкона и выставочных залов на третьем этаже.
После выселения кинотеатра в 2005 году исторические интерьеры здания и парадные лестницы были разрушены.

## Комментарии
1. ↑  Фильм «Страшная месть» 1912 года, не сохранился.
2. ↑  Фильм «Торжество в Акционерном обществе» (1913) сохранился и в 1990-е-начале 2000-х годов регулярно демонстрировался в «Доме Ханжонкова» на торжественных мероприятиях.
3. ↑  Например, здание парижского «Гран-кафе[фр.]», в котором в 1895 году братьями Люмьер был устроен первый в истории киносеанс, позднее было снесено.
4. ↑  В ноябре 2016 года министр культуры Владимир Мединский пообещал довести этот показатель до 20 %.
5. ↑  Остальные кинотеатры Москвы, за исключением расположенных в торгово-развлекательных центрах, являются балансодержателями своих помещений и не платят арендной платы.
6. ↑  Что касается дореволюционного времени, кинотеатр «Пегас» выплачивал в казну менее десятой части своей прибыли.
7. ↑  Это обстоятельство стало препятствием и для привлечения частных инвестиций для проведения ремонтно-реставрационных работ, так как делало практически невозможным возврат вложенных средств. Предложенный Российской академией художеств проект воссоздания за счёт Академии в доме Ханжонкова исторического кинотеатра получил отказ руководства УДП, указавшего на «невозможность некоммерческого использования федерального имущества».
8. ↑  В 2008 году отмечалось 100-летие кинопроизводства в России.